# کارولین وودز
کارولین وودز (به انگلیسی: Carolyn Woods) (زادهٔ ۲۴ ژوئن ۱۹۵۵) شناگر اهل ایالات متحده آمریکا است.